# Siège d'Alger (1510)
Pour les articles homonymes, voir Expédition d'Alger.
Conflits algéro-hispaniques
Le siège d'Alger est l'entreprise espagnole de conquête de la ville d'Alger, alors aux mains des émirs thaâliba, par Pedro Navarro en 1510.

## Contexte
Elle a lieu dans le contexte d'une série de raids espagnols victorieux sur le littoral de l'Afrique du Nord (Mers el Kebir (1505), Oran (1509)…). Si la ville d'Alger ne tombe pas, face à la conjecture elle se voit dans l'obligation de reconnaître nominalement la suzeraineté espagnole au 31 janvier et de concéder le paiement d'un tribut. De plus les Espagnols s'implantent sur un rocher-îlot face à la ville et y bâtissent une place forte, le Penon pour surveiller et entraver le port de la ville.